# Shut Up and Play the Hits
Shut Up and Play the Hits es un documental británico de 2012 dirigido por Dylan Southern y Will Lovelace que sigue al líder de LCD Soundsystem, James Murphy, durante un período de 48 horas, desde el día del último concierto de la banda en el Madison Square Garden hasta la mañana después del espectáculo.  La película también presenta segmentos intermitentes de una entrevista extendida entre Murphy y el escritor de cultura pop Chuck Klosterman .  La película se estrenó en el Festival de Cine de Sundance el 22 de enero de 2012, y se estrenó en los EE. UU. solo por una noche el 18 de julio de 2012.  Las proyecciones en el Reino Unido se llevaron a cabo el 4 de septiembre de 2012.
James Murphy realiza un dueto con el comediante y músico Reggie Watts en una canción durante el espectáculo. Varios miembros de la banda Arcade Fire proporcionan coros durante una interpretación de " North American Scum ". El título de la película es una referencia al momento en que Win Butler de Arcade Fire grita "Shut up and play the hits" mientras James presenta la canción.
La película también cuenta con breves apariciones de Juan MacLean y David y Stephen Dewaele de la banda Soulwax (reflejando así las apariciones de James Murphy y Nancy Whang en la película de Soulwax Part of the Weekend Never Dies ). También se puede ver a los comediantes Aziz Ansari y Donald Glover bailando entre el público.
La película se lanzó en Blu-ray y DVD el 9 de octubre de 2012 en los EE. UU. y el 8 de octubre de 2012 en el Reino Unido, con un lanzamiento digital en la página oficial de la banda en Facebook poco después.
En abril de 2014 se publicó una grabación de audio relativamente completa de este concierto, titulada The Long Goodbye: LCD Soundsystem Live at Madison Square Garden .
Esta película también contó con el director Spike Jonze en el trabajo de cámara.

## Recepción
La película fue recibida positivamente tanto por los críticos como por los fanáticos, particularmente por su cobertura y dirección del concierto. En Rotten Tomatoes la película tiene una calificación de 88%, basada en 25 reseñas.  En Metacritic, la película tiene una puntuación de 72 sobre 100, lo que indica "críticas generalmente favorables".  Henry Barnes, de The Guardian, escribió que se trata de una "película de concierto magníficamente filmada que alterna repetidamente entre el abandono casi desesperado del espectáculo y Murphy, en su apartamento al día siguiente, deambulando en pantalones y acariciando al perro". 

## Lista de canciones
1. "Dance Yrself Clean"
2. "Drunk Girls"
3. "I Can Change"
4. "Time To Get Away"
5. "Get Innocuous!"
6. "Daft Punk Is Playing At My House"
7. "Too Much Love"
8. "All My Friends"
9. "Tired"
10. "45:33 Part One"
11. "45:33 Part Two"
12. "Sound of Silver" (introducción)
13. "45:33 Part Four"
14. "45:33 Part Five"
15. "45:33 Part Six"
16. "Freak Out/Starry Eyes"
17. "Us V Them"
18. "North American Scum" (con Arcade Fire)
19. "Bye Bye Bayou" (cover de Alan Vega)
20. "You Wanted A Hit"
21. "Tribulations"
22. "Movement"
23. "Yeah" (outro)
24. "Someone Great"
25. "Losing My Edge"
26. "Home"
27. "All I Want"
28. "Jump Into The Fire" (cover de Harry Nilsson)
29. "New York I Love You, But You´re Bringing Me Down" [7]